# Столовник
Столовник (словен. Stolovnik) је насељено место у општини Кршко, Посавска регија, Словенија.

## Историја
До територијалне реорганизације у Словенији био је у саставу старе општине Кршко.

## Становништво
У попису становништва из 2011. Столовник је имао 233 становника.
| Број становника према пописима | Број становника према пописима | Број становника према пописима |
| ------------------------------ | ------------------------------ | ------------------------------ |
| 1991                           | 2002                           | 2011                           |
| 262                            | 250                            | 233                            |

Напомена: Године 2010. извршена је мања размена територија између насеља Брестаница и Столовник.